# Robert le robot
Cet article concerne le personnage de bande dessinée. Pour le personnage de dessin animé, voir Spirou et Fantasio (série télévisée d'animation).
Créé par Gégé et Bélom (scénario) et Tony Fernàndez (dessin) en 1990, Robert le robot est le personnage éponyme d’une série de bande dessinée, dont les histoires en une page ont été publiés dans Le Journal de Mickey pendant de nombreuses années. La publication a commencé en 1990 dans le no 2000 du magazine. En 2004, des recueils de gags paraissent aux Éditions Albin Michel.

## Histoire
Robert, compagnon de Tomi et Flo, est bricoleur et gaffeur mais il fait tout pour venir en aide à sa famille en mettant au point ses inventions… qui se retournent la plupart du temps contre eux.

## Personnages
- Robert : personnage principal de la série, c’est un robot domestique volontiers gaffeur avec qui on ne s'ennuie jamais.

- Tomi : le meilleur ami de Robert, souvent complice des gaffes de son ami.

- Flo : sœur de Tomi, elle l'accompagne dans les catastrophes causés par leur robot.

- Les parents : souvent présents dans les épisodes, ils sont les victimes des inventions de Robert.

## Albums
1. Ça baigne dans l'huile (2004,  (ISBN 2-226-13884-6))
2. Nom d'un boulon (2004,  (ISBN 2-226-15258-X))

## Éditeurs
- Albin Michel : tomes 1 et 2 (première édition des tomes 1 et 2)